# L'amore si muove
L'amore si muove é o quarto álbum de estúdio do trio pop operático italiano Il Volo. Lançado internacionalmente sob o título Grande amore, o álbum é uma mesclagem de canções inéditas e regravações em italiano, inglês e castelhano. O álbum estreou em 2º lugar na para musical principal da Itália, alcançando a primeira colocação apenas uma semana após o lançamento. Pelas vendas expressivas, o trabalho foi certificado em platina dupla pela FIMI. Grande amore também liderou a Billboard Top Classical Albums e a Billboard Latin Pop Albums.

## Recepção crítica
Robyn Gallagher da página Wiwibloggs afirmou que o álbum "demonstra Il Volo fazendo o que fazem de melhor. O trio sem dúvidas relembra canções acalentadas e apaixonadas em italiano, inglês e espanhol, imprimindo um estilo moderno em clássicas da canzone, bem como apresentando material inédito."
Para Beatrice Moraldi, da página Velvet Music, o álbum é marcado pelo capacidade do trio em "alcançar diversas gerações (de avós a netos), provocando o mesmo entusiasmo musical (...) mesmo que o repertório inclua frequentemente capas de canções escritas em meados do século passado".

## Singles
A faixa-título foi lançada como primeiro single do álbum em 28 de agosto, com videoclipe lançado em 4 de setembro.
A versão em espanhol inclui a canção "Grande amore", vencedora do Festival de Sanremo e representante da Itália no Festival Eurovisão da Canção 2015.

## Lista de faixas
| Versão Italiana |                                        |                                                                          |         |  |
| N.º             | Título                                 | Compositor(es)                                                           | Duração |  |
| 1.              | "L'amore si muove"                     | Francesco Renga Luca Chiaravalli                                         | 3:39    |  |
| 2.              | "Quando l'amore diventa poesia"        | Mogol Piero Soffici                                                      | 3:12    |  |
| 3.              | "Io che non vivo (Senza te)"           | Pino Donaggio Vito Pallavicini                                           | 2:47    |  |
| 4.              | "Il tuo sguardo manca"                 | Marco Marinangeli Claudia Brant Cheope Federica Abbate                   | 3:42    |  |
| 5.              | "The Best Day of My Life"              | Cory Rooney                                                              | 4:03    |  |
| 6.              | "La vita"                              | Antonio Amurri Bruno Canfora                                             | 3:34    |  |
| 7.              | "Nel blu dipinto di blu (Volare)"      | Domenico Modugno Franco Migliacci                                        | 3:44    |  |
| 8.              | "Eternally"                            | Charlie Chaplin Geoffrey Parsons John Turner                             | 3:19    |  |
| 9.              | "Ricordami"                            | Natalia Jiménez Armando Ávila Cheope                                     | 3:37    |  |
| 10.             | "Per te ci sarò"                       | Harry Sommerdahl Ki Fitzgerald Victoria Horn Cheope Federica Abbate      | 4:26    |  |
| 11.             | "Tornerà l'amore"                      | Gianclaudia Franchini                                                    | 4:23    |  |
| 12.             | "Aspetterò"                            | Marco Marinangeli Wayne Hector Lars Halvor Jensen Martin Michael Larsson | 3:47    |  |
| 13.             | "Beautiful That Way (La vita è bella)" | Noa Gil Dor Nicola Piovani                                               | 3:44    |  |

## Desempenho nas tabelas musicais
| Tabela musical (2015)                 | Melhor posição |
| ------------------------------------- | -------------- |
| Áustria - Ö3 Austria                  | 42             |
| Bélgica - Ultratop 40 (Flandres)      | 56             |
| Bélgica - Ultratop 40 (Valónia)       | 19             |
| Espanha - Álbum Top 100               | 18             |
| Estados Unidos - Billboard 200        | 188            |
| Estados Unidos - Top Classical Albums | 1              |
| Estados Unidos - Latin Pop Albums     | 1              |
| Estados Unidos - Top Latin Albums     | 2              |
| Itália - Top 100 Album                | 1              |
| México - Top 20 - Español             | 16             |
| Suíça - Alben Top 100                 | 10             |

| País   | Provedor | Certificação | Vendagem |
| ------ | -------- | ------------ | -------- |
| Itália | FIMI     | 2× Platina   | 100,000+ |